# Agrilus rubroniger
Agrilus rubroniger är en skalbaggsart som beskrevs av Henry A. Hespenheide 1979. Agrilus rubroniger ingår i släktet Agrilus och familjen praktbaggar. Inga underarter finns listade i Catalogue of Life.